# 任润厚
任潤厚（1957年10月—2014年9月30日），男，山西代縣人，中华人民共和国政治人物。在职研究生学历，天津大学工商管理硕士、中国矿业大学工学博士。曾任山西省人民政府副省長，山西潞安礦業(集團)有限責任公司董事長及黨委書記，山西煤炭管理干部学院常务副院长，中共十七大代表，山西省十届、十一届人大代表。

## 生平
1979年起任西山矿务局杜儿坪矿工人、办公室秘书、马兰矿、西曲矿、官地矿副矿长等工作。1998年任山西潞安矿业(集团)有限责任公司副董事长、总经理、党委副书记等。2011年1月任山西省人民政府副省長。
2014年8月29日，中纪委宣布山西省副省长任润厚因涉嫌严重违纪违法，接受组织调查。同年9月30日他因癌症病死。

## 身后
鉴于其在党内纪律审查期间因病死亡，依据《中国共产党纪律处分条例》等有关规定，经中央纪委审议并报中共中央批准，决定给予任润厚开除党籍处分，收缴其违纪所得；依据《中华人民共和国刑事诉讼法》有关规定，将其涉嫌违法所得移送司法机关依法处理。
2017年7月25日，江苏扬州中院一审宣判，依法没收任润厚违法所得人民币1295万余元、港币42万余元、美元104万余元、欧元21万余元、加元1万元及孳息，以及物品135件，上缴国库。
2021年12月9日，中华人民共和国最高人民检察院发布的第三十二批指导性案例中包括了任润厚受贿、巨额财产来源不明违法所得没收案（检例第130号），说明了“涉嫌巨额财产来源不明犯罪的人在立案前死亡”的情况下，检察机关应该如何处理。

## 外部連結
- 跨越——记潞安矿业集团董事长、总经理任润厚 长治经济网
- “救火大队长”传奇——新任山西副省长任润厚 中新網山西新聞（页面存档备份，存于）
- 任润厚当选山西省副省长 陈雪枫当选河南省副省长 中國網（页面存档备份，存于）
- 任润厚简历（页面存档备份，存于） 中国经济网 2014-05-02